# باتلر (داکوتای جنوبی)
باتلر(به انگلیسی: Butler) شهری در ایالت داکوتای جنوبی کشور ایالات متحده آمریکا است که جمعیت آن در سرشماری سال ۲۰۱۰ میلادی، ۱۷ نفر بوده‌است.